# Affton (Misuri)
Affton es un lugar designado por el censo ubicado en el condado de San Luis en el estado estadounidense de Misuri. En el Censo de 2010 tenía una población de 20307 habitantes y una densidad poblacional de 1.702,62 personas por km².

## Geografía
Affton se encuentra ubicado en las coordenadas 38°32′59″N 90°19′34″O / 38.54972, -90.32611. Según la Oficina del Censo de los Estados Unidos, Affton tiene una superficie total de 11.93 km², de la cual 11.93 km² corresponden a tierra firme y (0%) 0 km² es agua.

## Demografía
Según el censo de 2010, había 20307 personas residiendo en Affton. La densidad de población era de 1.702,62 hab./km². De los 20307 habitantes, Affton estaba compuesto por el 94.37% blancos, el 1.69% eran afroamericanos, el 0.16% eran amerindios, el 2.05% eran asiáticos, el 0.01% eran isleños del Pacífico, el 0.35% eran de otras razas y el 1.37% pertenecían a dos o más razas. Del total de la población el 2.06% eran hispanos o latinos de cualquier raza.